# Arti et Amicitiae
Arti et Amicitiae (« pour l'art et l'amitié » en latin) est une société d’artistes néerlandais fondée en 1839 à Amsterdam.
Cette société a joué un rôle clé sur la scène artistique néerlandaise, en particulier dans les écoles d’art à Amsterdam. Cette institution privée qui soutient les artistes, entretient des réseaux sociaux et offre un fonds de pension, fut et demeure un carrefour d’artistes et d’amateurs d’art dans la capitale néerlandaise.

## Membres
- Richard Roland Holst
- Theo van Hoytema, membre dès 1893.
- Dirk van Haaren
- Reinier Craeyvanger
- Hendrika van Gelder